# Čulut
Čulut (mongolski Чулуут гол, u prevodu Kamenita reka) je reka u centralnoj Mongoliji koja teče kroz doline planinskog venca Hangaj. Dugačka je oko 415 km, a na ušću u Iderin je široka oko 80 m. Relativno je plitka, a najveća dubina je oko 3 m. Čulut je zaleđen od novembra do aprila, a gornji deo toka se često smrzne u potpunosti već tokom oktobra.